# Vektor CP1
 (juillet 2023).
La mise en forme du texte ne suit pas les recommandations de Wikipédia : il faut le « wikifier ».
Les points d'amélioration suivants sont les cas les plus fréquents. Le détail des points à revoir est peut-être précisé sur la page de discussion.
- Les titres sont pré-formatés par le logiciel. Ils ne sont ni en capitales, ni en gras.
- Le texte ne doit pas être écrit en capitales (les noms de famille non plus), ni en gras, ni en italique, ni en « petit »…
- Le gras n'est utilisé que pour surligner le titre de l'article dans l'introduction, une seule fois.
- L'italique est rarement utilisé : mots en langue étrangère, titres d'œuvres, noms de bateaux, etc.
- Les citations ne sont pas en italique mais en corps de texte normal. Elles sont entourées par des guillemets français : « et ».
- Les listes à puces sont à éviter, des paragraphes rédigés étant largement préférés. Les tableaux sont à réserver à la présentation de données structurées (résultats, etc.).
- Les appels de note de bas de page (petits chiffres en exposant, introduits par l'outil «  Source ») sont à placer entre la fin de phrase et le point final[comme ça].
- Les liens internes (vers d'autres articles de Wikipédia) sont à choisir avec parcimonie. Créez des liens vers des articles approfondissant le sujet. Les termes génériques sans rapport avec le sujet sont à éviter, ainsi que les répétitions de liens vers un même terme.
- Les liens externes sont à placer uniquement dans une section « Liens externes », à la fin de l'article. Ces liens sont à choisir avec parcimonie suivant les règles définies. Si un lien sert de source à l'article, son insertion dans le texte est à faire par les notes de bas de page.
- La présentation des références doit suivre les conventions bibliographiques. Il est recommandé d'utiliser les modèles {{Ouvrage}}, {{Chapitre}}, {{Article}}, {{Lien web}} et/ou {{Bibliographie}}. Le mode d'édition visuel peut mettre en forme automatiquement les références.
- Insérer une infobox (cadre d'informations à droite) n'est pas obligatoire pour parachever la mise en page.

Pour une aide détaillée, merci de consulter Aide:Wikification.
Si vous pensez que ces points ont été résolus, vous pouvez retirer ce bandeau et améliorer la mise en forme d'un autre article.
Le Vektor СР1 est un pistolet semi-automatique fabriqué en Afrique du Sud par Lyttleton Engineering Works (LIW), qui était une division de Denel SOC, devenu aujourd'hui Denel Land Systems, de 1996 à 2001.

## Conception
Le pistolet CP1 était conçu comme une arme de transport dissimulée pour les forces de l'ordre et à usage civil. Il a un design inhabituel et épuré avec un cadre en polymère et une sécurité encore plus inhabituelle, située à l'avant du pontet.[réf. nécessaire]</link>
Dans plusieurs revues, il a été caractérisé comme étant un pistolet qui ressemble à une arme de film de science-fiction. Ces critiques indiquaient que la forme des pièces ne comportait pas d'arêtes vives et qu'il était à peu près aussi «résistant aux accrocs» que n'importe quel pistolet de combat. De plus, en raison de sa conception, il s'agit d'un pistolet étonnamment confortable à tirer,.
Le pistolet s'est vendu à l'origine aux États-Unis pour un prix de détail d'environ 400 US$. En Italie, le pistolet était chambré pour la cartouche 9 mm IMI pour coller avec la législation italienne de l'époque pour les armes accessibles au civil. De même, en Allemagne, en France  et dans de nombreux pays de l'UE, il fut vendu sous la forme d'un pistolet d'alarme tirant à blanc.
Le CP1 utilise une action de refoulement retardée par le gaz avec une tube à gaz située sous le canon. La gâchette est une simple action avec marteau interne.
Une sécurité manuelle est située à l'avant du pontet. Pour mettre l'arme en sécurité, le bouton doit être enfoncé vers l'arrière depuis l'avant ; pour pouvoir faire feu, le bouton doit être enfoncé vers l'avant depuis l'intérieur du pontet.
Le pistolet est équipé d'une sécurité de détente automatisée. Les chargeurs sont à double pile ; Les chargeurs à 10 et 12 cartouches sont alignés avec le bas de la poignée, les chargeurs à 13 cartouches ont des repose-doigts allongés à la base du chargeur qui vient épouser la poignée quand il est inséré.
LIW développait également une version de calibre .40 S&W du CP1, connue sous le nom de CP1N, mais on ne sait pas si le projet a abouti ou même si le CP1N a jamais été réellement produit.[réf. nécessaire]</link>

## Rappel de produit

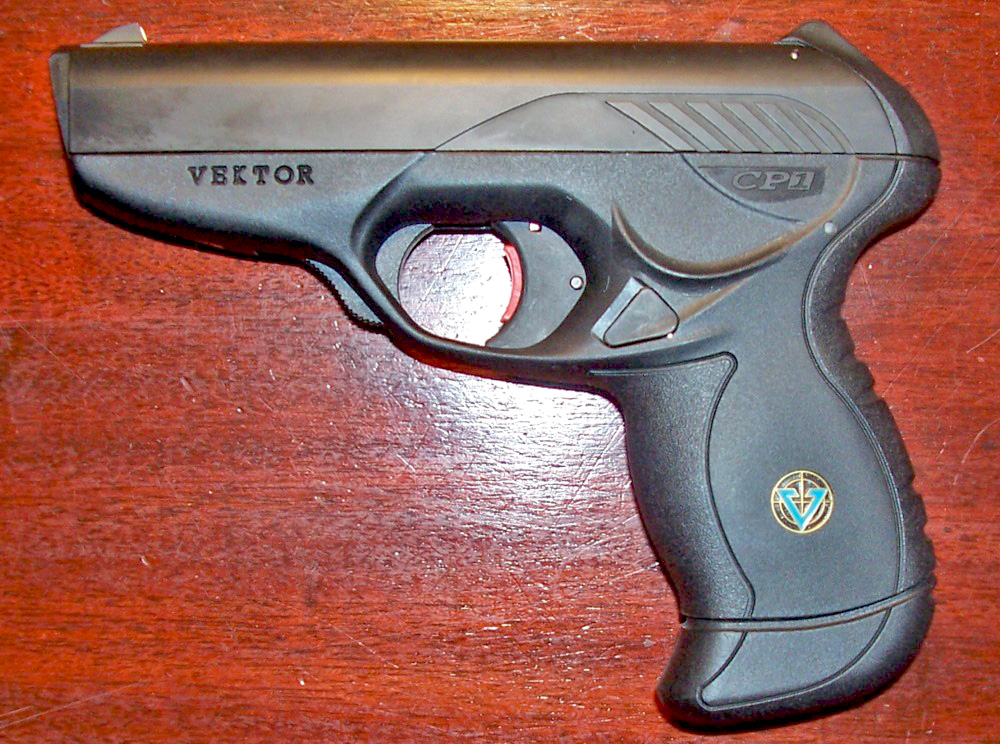
Pistolet Vektor CP-1

Au cours de sa production, le CP1 a connu 2 rappels de produit. En 2000, le deuxième avis de rappel a été publié pour le Vektor CP1. Le rappel indique que le pistolet chargé peut se décharger en cas de choc ou de chute et que le pistolet ne doit en aucun cas être chargé. La plupart des pistolets CP1 remis par des clients sud-africains ont été équipés d'un bloc de sécurité à goupille et rendus à leurs propriétaires avec un certificat attestant que la réparation avait été effectuée. Sans ce certificat, les propriétaires sud-africains ne peuvent pas licencier un pistolet CP1. Le risque potentiel d'un recours collectif aux États-Unis et les problèmes logistiques liés au retour des pistolets à leurs propriétaires étrangers ont conduit à un programme de rachat où les propriétaires ont été payés 500 $ pour rendre leur arme. En 2001, la restructuration de Vektor par sa société mère Denel et une tentative ratée de rapprochement avec Colt USA ont conduit à la fin de la production d'armes à feu civiles par Vektor.
En juillet 2000, 13 000 pistolets avaient été vendus, dont 6 000 hors d'Afrique du Sud. En raison du programme de rachat, les pistolets sont désormais très rares aux États-Unis. Ils sont disponibles en nombre très limité en Afrique du Sud et dans d'autres pays.

## Utilisateurs
- Afrique du Sud: La Police l'a en dotation partielle. Il est aussi populaire sur le marché sud-africain de la défense personnelle et de la sécurité privée (garde du corps, vigiles, etc.).